# Lizz Wright
Lizz Wright (Hahira, Georgia, 1980. január 22. –) amerikai dzsessz- és gospelénekesnő.
Ha azt kérdezed, hogy szeretem-e Aretha Franklin, Diana Ross vagy akár Whitney Houston dalait, akkor az a válaszom, hogy persze. Ugyanúgy, ahogy a rhythm and bluest, a funkyt, a minőségi popzenét is. De az improvizáció meghatározó szerepe miatt én mégicsak dzsessz-énekesnő vagyok, ha már mindenáron kategóriába kell sorolni.

## Pályakép
Lizz Wright egy olyan énekesnő (és zeneszerző), aki szintetizálja a rhythm and bluest, a dzsesszt, a folkzenét és a bluest.
Apja zongorista és zenei rendező volt a helyi gyülekezetben. Lányát a klasszikus gospel szeretetére nevelte. Már a középiskolában díjakat szerzett kórusversenyeken. Végül is a blues és a dzsessz is kiteljesítette Wright zenei világát.
Georgiában 2000-ben csatlakozott az In the Spirit énekegyütteshez. Két évvel később a Verve Records társasághoz szerződött és kiadta a Salt (2003), a Dreaming Wide Awake (2005), a The Orchard (2008) és a Fellowship (2010) című albumokat. Ötödik lemeze a Freedom & Surrender (2015) volt, majd következett a Grace (2017), és a Holding Space: Live in Berlin (2022).

## Lemezek
|  |  |

### Stúdióalbumok
- Salt (2003)
- Dreaming Wide Awake (2005)
- The Orchard (2008)
- Fellowship (2010)
- Freedom & Surrender (2015)
- Grace (2017)
- Holding Space: Live in Berlin (2022)